# Periódico Político y Mercantil de la Villa de Reus
El Periódico Político y Mercantil de la villa de Reus va ser el primer periòdic imprès a Reus, impulsat per Jaume Ardèvol i els sectors liberals reusencs, teòricament per obtenir beneficis per la Casa de la Caritat. Defensava la Constitució de Cadis, la llibertat davant dels privilegis i mantenia un cert anticlericalisme.

## Origen
De la ciutat de Reus no hi ha notícia de cap periòdic en els primers anys de la Guerra del francès, però des de la tardor de 1813 se'n coneix la publicació de tres: el Periódico político y mercantil de la villa de Reus, publicat entre el 4 d’octubre de 1813 i el 18 de maig de 1814; El Centinela de la Patria en Reus, de l’1 d’abril al 3 de juny de 1814, i l’Eco de Reus, del 16 d’abril fins, almenys, el 14 de maig de 1814. Hi ha referències a un possible Diario Político y mercantil de Reus (1814), que no hem pogut verificar, i que suposem que correspon al citat en primer lloc.
El metge Jaume Ardèvol creà el Periódico político y mercantil com a mitjà de sosteniment econòmic de la Casa de la Caritat, un edifici erigit per l'ajuntament el 1808 en uns solars que tenia per herència al carrer de Gornals on hi va situar una escola per a nens i les nenes i dones hi feien classes de costura i filaven cotó. Aquesta Casa va passar molt de temps després a formar part, per compra, de l'empresa tèxtil el Vapor Vell.
En el primer número es diu que la Casa de la Caritat “no conoce más fondos para la manutención de más de 300 infelices que contiene su recinto que las limosnas semanales que recogen sus zelosos directores”. “Uno de los medios propuestos para sostener una sagrada institución es la publicación de un Periódico, que al paso que le proporcione algunos beneficios reúna la ventaja de instruir al pueblo en aquellos objetos que tienen relación directa con su verdadera felicidad”, i sobretot per defensar els principis constitucionals aprovats a Cadis el 1812.

## Història
Des del seu primer número fins al final de 1813 s’imprimia “en la Oficina de Rubió, en el Colegio de S. Juan”. Josep Rubió era un impressor de Barcelona desplaçat a Vilanova per la guerra del francès el 1810 i a Reus el 1813. El dia 1 de gener de 1814 s’anunciava que els administradors de la Casa de la Caritat han determinat que la impressió del Periódico... “vaya a cuenta y cargo del propio editor”, a l’Oficina de Rubió al carrer de Monterols. El diumenge 27 de març de 1814 va canviar d'impremta, i va passar a la regentada per Joaquim Artigas. El Periódico... iniciava una tercera etapa, implicant-se més amb el constitucionalisme canviant el subtítol: “Año 7º de la gloriosa lucha del pueblo español contra la tiranía y 3º de la Constitución Política de la Monarquía Española”. L'editor va ser Gerónimo Berjemí, al qual se'l podia trobar a la “Imprenta de los Amigos de la Constitución que está a cargo de Joaquín Artigas”. El canvi d'impressor sembla conseqüència d'una polèmica sorgida les setmanes anteriors sobre la mateixa existència i la bona gestió de la Casa de la Caritat. Les denúncies es feien per mitjà de fulls solts i també per la intervenció d'altres periòdics, com ara el vigatà El Patriota Ausonense.
El Periódico Político y Mercantil de la Villa de Reus va desaparèixer al començar la Restauració absolutista.

## Continguts
Com a diari informatiu anunciava la publicació “con la mayor prontitud de las notícias estrangeras, se insertarán las Reales Órdenes y Reglamentos del Gobierno que vayan saliendo; se redactarán los discursos y piezas de mérito que haya en los papeles públicos, se dará razon de los precios corrientes de género y comestible, y de los barcos y cargamentos que entren y salgan por el puerto de Salou, y de todo lo demás que pueda interesar al comercio y, finalmente, se copiarán en él los avisos sobre pérdidas, hallazgos y demás que se suele...” segons el full de propaganda aparegut el 3 d'octubre. Publicà normalment notícies polítiques i militars i avisos locals.
Van sortir els suplements: Amonestacion politico christiana a los subscriptores y lectores del diario de la villa de Reus, que les hace su patricio sensible a los males que la amenazan per J.T.C.B, el Patricio Sensible, i Al impolítico-christiano amonestador autor del libelo famoso contra los administradores de la casa de caridad de la villa de Reus, los redactores de su diario, y otros responde el Amigo de los Pobres. El seu autor era el doctor Jaume Ardèvol.
Polemitza, de vegades aferrissadament, amb El Centinela de la Patria en Reus. Es continua ideològicament per l’Eco de Reus, també impulsat per Jaume Ardèvol.
D’algunes anotacions y polèmiques registrades pel Redactor General de Cataluña, publicat a Vic, d’orientació liberal, que fa un seguiment dels periòdics publicats a altres ciutats i de la seva orientació política, d'allò que diu sobre els periòdics reusencs, es podria deduir que el Centinela de la Patria en Reus té una orientació catòlica i conservadora i que l’Eco de Reus és constitucionalista, mentre que el Periódico Político y mercantil de la villa de Reus seria fonamentalment local, però l'anàlisi comparada d’exemplars de tots tres permet establir una interrelació. Periódico i Eco formen part d’una mateixa iniciativa periodística dels sectors liberals reusencs, mentre que el Centinela neix amb l’objectiu principal de combatre’ls des de les files més reaccionàries de l’absolutisme. Gràcies al Periódico es pot conèixer, encara que parcialment, la incidència i el ressò de la Constitució a Reus, la qual es venia a les llibreries locals juntament amb altres textos constitucionalistes, les seves apologies, pamflets antifrancesos i textos crítics i propers com ara la Historia crítica de España de Juan Francisco de Masdeu o els escrits d'Antoni de Capmany.
El debat periodístic que va viure Reus en aquest període demostrava el desig d'iniciar una etapa de pau, continuadora de l'Antic Règim o creadora d'un de Nou. Reproduïa a escala local l'enfrontament general entre liberals i absolutistes, i evidenciava la voluntat reusenca d'implicar-e en el seu futur, interessant-se en les importants qüestions del moment. Alguns dels seus articles van ser reproduïts en altres llocs o impresos com a fulletons: "Proclama de un labrador inserta en el número 71 del Periódico político y mercantil de la villa de Reus" reimprès a diverses localitats, com ara Madrid, Jaén i Cuenca el 1814. La publicació d'aquest article va provocar l'actuació de la Inquisició el 1815, que va ordenar retirar l'article i tots els números impresos del Periódico. L'informe de l'inquisidor diu: "Esta proclama, no respira sino igualdad y libertad, es fomentadora de ideas Republicanas, sediciosas, y del Partido de los Liberales; es injuriosa de toda classe de personas eclesiásticas […] es escandalosa y subversiva del Gobierno Monárquico […] y por tanto deve ser prohibida".

## Equip de redacció
La direcció del diari la portà sempre Jaume Ardèvol. Tots els que intervenien al Periódico... signaven sempre amb pseudònims: El Militar Ciudadano, El Patricio Sensible, Uno de Tantos, El Español ingenuo, El Amigo de la Verdad, Un labrador acendado [sic] de Reus, o inicials (J. A. [segurament Jaume Ardèvol], G. F. P, J. F. y B.).

## Aspectes tècnics
A la capçalera del primer número hi ha l'escut de la ciutat. A la resta de números la capçalera és tipogràfica. Format: Quart. Les pàgines oscil·len entre 4 i 8, sempre a 1 columna. El periòdic se subscrivia i es venia a la Impremta de Josep Rubió i a la Casa de la Caritat. Quan l'impressor va passar a ser Joaquim Artigas, es venia a la Casa de la Caritat i el centre de subscripcions era a casa de Josep Brunet, un reusenc exiliat i ja retornat a la ciutat que va ser l'organitzador del primer servei de diligències entre Reus i Barcelona.

## Localització
- Hi ha una col·lecció quasi completa a la Biblioteca Central Xavier Amorós de Reus.[10]
- Hi ha alguns exemplars de 1814 a la Biblioteca Nazionale de Torí.[11]
- Alguns exemplars a la Universitat de València.[12]
- I algun exemplar de 1813 a l’Hemeroteca Municipal de Madrid.